# Савримович, Антон Осипович
Антон Осипович Савримович (1834 — не ранее 1903) — участник обороны Севастополя и присоединения Средней Азии, начальник артиллерии Туркестанского военного округа и 2-го армейского корпуса, генерал от артиллерии.

## Биография
Савримович родился 9 мая 1834 года в дворянской семье католическорго вероисповедания. Получив образование в Дворянском полку, он 13 августа 1853 года был выпущен прапорщиком в артиллерию. Во время Крымской войны 1853—1856 годов он принимал участие в обороне Севастополя, был произведён в подпоручики (20 октября 1855 года). По окончании войны он был назначен старшим адъютантом штаба 4-й артиллерийской дивизии (с 19 октября 1856 года по 4 ноября 1863 года), затем состоял в управлении начальника артиллерии 1-го резервного корпуса, получил чины поручика (17 марта 1857 года) и штабс-капитана (16 декабря 1861 года, за отличие).
20 сентября 1864 года Савримович был переведён в штаб начальника артиллерии Оренбургского края (6 августа 1865 года преобразован в окружное артиллерийское управление вновь учреждённого Оренбургского военного округа), а 12 октября 1867 года, в чине капитана (с 27 марта 1866 года, за отличие) — в окружное артиллерийское управление Туркестанского военного округа. В Туркестанском военном округе Савримович прослужил 16 лет, приняв участие в кампаниях 1868, 1875, 1878 и 1880 годов. За участие в походе против Бухары 1868 года Савримович был произведён в подполковники (17 июня 1869 года) и награждён орденом Святого Владимира 4-й степени с мечами и бантом, и 28 августа 1869 года получил назначение командиром 2-й батареи Туркестанской артиллерийской бригады; 31 марта 1874 года произведён в полковники.
Во время войны с Кокандским ханством в августе 1875 года руководил русскими войсками в Ходженте, отбившими многократно превосходящие силы кокандцев, за что был награждён золотым оружием с надписью «За храбрость» и орденом Святой Анны 2-й степени с мечами.
5 октября 1883 года назначен начальником Западно-Сибирской артиллерийской бригады и 6 мая следующего года произведён в генерал-майоры. С 28 июня 1889 года по 15 февраля 1893 года командовал 5-й резервной артиллерийской бригадой, затем с 15 февраля по 29 ноября 1893 года был исправляющим должность начальника артиллерии Гренадерского корпуса. 29 ноября 1893 года назначен исправляющим должность начальника артиллерии Туркестанского военного округа и 30 августа 1894 года произведён в генерал-лейтенанты с утверждением в занимаемой должности, занимая её по 1 января 1898 года.
С 1 по 19 января 1898 года Савримович занимал должность начальника артиллерии 20-го армейского корпуса, а затем был перемещён на ту же должность во 2-й армейский корпус. 30 января 1900 года на основании Высочайше утверждённых 3 июля 1899 года временных правил, вводивших предельный возрастной ценз для строевых начальников, Савримович был уволен от службы с производством в генералы от артиллерии, с мундиром и пенсией.
Точная дата кончины Савримовича не установлена, но на момент составления альбома П. Ф. Рерберга «Севастопольцы» он был ещё жив.

## Награды
Савримович имел знак отличия за XL лет беспорочной службы (1900) и был награждён многими орденами, в их числе:
- Орден Святого Станислава 3-й степени (1859 год)
- Орден Святого Владимира 4-й степени с мечами и бантом (1869 год)
- Орден Святого Станислава 2-й степени (1872 год)
- Золотое оружие с надписью «За храбрость» (1875 год)
- Орден Святой Анны 2-й степени с мечами (1876 год)
- Орден Святого Владимира 3-й степени (1883 год)
- Орден Святого Станислава 1-й степени (1887 год)
- Орден Святой Анны 1-й степени (30 августа 1892 года)
- Орден Святого Владимира 2-й степени (14 мая 1896 года)
- Бухарский орден Золотой Звезды 1-й степени (1896 год)